# ماکسیم تاراسکونی
ماکسیم تاراسکونی (انگلیسی: Maxime Tarasconi؛ زادهٔ ۶ آوریل ۱۹۹۰) بازیکن فوتبال اهل فرانسه است.